# WGR (Hörfunksender)
WGR ist ein US-amerikanischer Hörfunksender aus Buffalo, New York. WGR ist die Flaggschiffstation der Buffalo Bills und Buffalo Sabres und überträgt primär lokale Sportereignisse. 
Die Studios von WGR befinden sich in Amherst (New York). Dort sind auch die Studios der Entercom-Schwestersender untergebracht. Der Sender steht in Hamburg, New York. Entercom besitzt mit WBEN, WKSE, WTSS, WWKB, WWWS und WLKK insgesamt sieben Radiostationen auf dem Radiomarkt von Buffalo.
WGR ging 1922 auf Sendung und war Teil des NBC Red Networks.
WGR sendet auf Mittelwelle 550 kHz mit 5 kW.